# Framingham Pigot
Framingham Pigot – wieś w Anglii, w hrabstwie Norfolk, w dystrykcie South Norfolk. Leży 7 km na południowy wschód od Norwich i 157 km na północny wschód od Londynu.
Miejscowość liczy 167 mieszkańców.